# The Legend of Zelda: Four Swords Adventures
The Legend of Zelda: Four Swords Adventures (Japans:ゼルダの伝説　4つの剣+, Zeruda no Densetsu Yottsu no Tsurugi Purasu, The Legend of Zelda: Four Swords+) is een Nintendo game voor de Nintendo Gamecube en kan de Gameboy Advance als speciale controller gebruiken. De game werd 7 januari 2005 uitgebracht. De game maakt gebruik van de Nintendo GameCube-Game boy Advance kabel. Deze game is, net als andere games die de kabel gebruiken, niet te koppelen met de Nintendo DS. De game kan met maximaal 4 spelers worden gespeeld. Om met meer spelers te kunnen spelen dient elke speler over een Gameboy Advance en Nintendo GameCube-Game Boy Advance kabel te beschikken.

## Trivia
- Het spel is opgenomen in het boek 1001 Video Games You Must Play Before You Die van Tony Mott.